# Meitoku Yagi
Meitoku Yagi (八木明徳 Yagi Meitoku) foi um mestre de Karate e estabeleceu a escola Meibukan. Aprendeu Goju-ryu com o fundador Chojun Miyagi. Em 29 de abril de 1986, o Imperador Hirohito proclamou Yagi um Tesouro Nacional Vivo (Ningen Kokuho), por sua contribuição para o Bujutsu japonês.

## Treinamento
Meitoku Yagi nasceu em 6 de Março de 1912, em Naha, Okinawa, e faleceu no dia 7 de fevereiro de 2003. A linhagem de sua família pode ser rastreada até as 36 famílias chinesas que imigraram para Okinawa em 1392. Sua família pode estar também ligada a Jayana Ueekata, que era um respeitado budoka nas Ilhas de Ryukyu , no século XVII. Meitoku Yagi é a 21ª geração dessa família.
Yagi começou a treinar com Miyagi quando tinha 14 anos de idade. Miyagi ficou impressionado com a sua dedicação e trabalho duro e, eventualmente, lhe ensinou todos os Katas do Goju-ryu. É dito que foi o único aluno de Miyagi a aprender todos os Katas diretamente do mestre. Normalmente Miyagi só ensinava o Kata Sanchin para seus alunos por vários anos e só então ele talvez lhes ensinassem os Katas Seisan e/ou Seiunchin. Para complementar seu treinamento em Karate, Yagi praticava com entusiasmo muitas atividades, incluindo shodo, tocar piano e shamisen, e o xadrez chinês. Yagi foi reconhecido Menkyo Kaiden do estilo Goju-ryu pela família de Miyagi quando esta lhe entregou seu gi e seu obi em 1963.

## Carreira
Depois da morte de Chojun Miyagi em 1953, Yagi abriu seu próprio dojo em Daido, distrito de Naha. Deu o nome de sua escola de Goju-ryu Meibukan. O nome e o símbolo de sua escola utilizam o primeiro kanji de seu nome, 明 (Mei), que tem vários significados, incluindo pureza. O Kanji Mei é composto por dois Kanjis, o primeiro é o Kanji para sol e o segundo o Kanji para lua, refletindo a dualidade da natureza, que é inerente ao estilo Goju-ryu. Hoje, a sede da Meibukan está em Kume, distrito de Naha.
Meitoku Yagi começou a desenvolver uma série de Katas nos anos 1970 e 1980, à qual deu o nome de Meibuken Kata. O primeiro é o Tenchi, que significa "céu e terra." Os Meibuken Katas são diferentes dos Katas tradicionais do Goju-ryu de muitas maneiras. Uma delas é o uso dos punhos em tate quando realizando o hikite, de forma parecida com o Isshin-ryu. Outra é uma posição de Yoi diferente, que reflete as raízes chinesas de quando estudou artes marciais lá.
Os outros quatro Meibuken kata representam os quatro guardiões das direções cardeais da constelação chinesa. São eles Seiryu (o Dragão Azul), Byakko (o Tigre Branco), Shujakku (o Pássaro Vermelho) e Genbu (a Tartaruga Negra). Mas essas cores atreladas à tradução dos nomes destes seres mitológicos são somente um recurso de tradução usadas no ocidente, os nomes originais não as incluem. Yagi Sensei uma vez disse que nunca escolheu os nomes com as cores dos animais em mente.
Em 2000, Yagi lançou uma autobiografia intitulada O Drama da Vida do homem, Meitoku.
Até o final de 2002, com 91 anos, ainda realizava demonstrações de Katas. Faleceu em 7 de fevereiro de 2003, às 11:40 am. Até o momento de sua morte, foi considerado como o mais antigo Karateka no mundo.

## Família
Yagi tem três filhas, Chieko, Chikako e Chizuko; e dois filhos, Meitatsu e Meitetsu. Atualmente Yagi Meitatsu é o presidente da Internacional Meibukan Goju-ryu Karate Association (IMGKA), e Yagi Meitetsu é o presidente da Meibukan Hombu Dojo. Em 1997, Yagi promoveu seu filho mais velho, Meitatsu a Hanshi Judan (10º Dan). Antes de sua morte, Yagi também promoveu Meitetsu para Hanshi Judan em 2001, mas isso só se tornou de conhecimento público postumamente.